# Плебисцит о самосталности Словеније
Плебисцит о самосталности Словеније (словен. Plebiscit o samostojnosti Slovenije) одржан је у Републици Словенији (још увијек у саставу Југославије) 23. децембра 1990. године. И владајућа коалиција десног центра и љевичарска опозиција подржале су плебисцит и позвале су бираче да подрже словеначку независност.
Бирачима је постављено питање: „Да ли Република Словенија треба да постане независна и независна држава?” (словен. Ali naj Republika Slovenija postane samostojna in neodvisna država?). Словеначка скупштина је поставила праг валидности плебисцита на 50% и једног од укупној броја регистрованих бирача.
Право гласа имало је 1.499.294 људи. Међутим, 42.274 људи није могло да гласа, јер су радили у иностранству или су били укључени у војну службу или војне вјежбе, што је смањило бирачко тијело на 1.457.020.

## Резултати
Резултате плебисцита званично је прогласио Франце Бучар у Скупштини 26. децембра. 88% регистрованих бирача (95% оних који су учествовали) гласало је за самосталност, чиме је цензус пријеђен. 4% је гласало против самосталности, док су 1% чинили неважећи гласачки листићи, а 0,1% је вратило своје гласачке листиће неискоришћене. 7% потенцијалних гласача није учествовало у плебисциту.

## Посљедице
Бучарова објава обавезала је словеначке власти да прогласе самосталност земље у року од шест мјесеци. Основана уставна повеља о самосталности и независности Републике Словеније усвојена је 25. јуна 1991. и независност је проглашена сљедеће дана, што је довело до Десетодневног рата.